# Międzybrodzie (Nowa Wieś)
Międzybrodzie – przysiółek wsi Nowa Wieś w Polsce, położony w województwie opolskim, w powiecie namysłowskim, w gminie Domaszowice.
W latach 1975–1998 przysiółek należał administracyjnie do województwa opolskiego.